# Escut de Xert
L'escut de Xert és el símbol representatiu oficial de Xert, municipi del País Valencià, a la comarca del Baix Maestrat. Té el següent blasonament:
| « | Escut quadrilong de punta redona. En camp de gules, un Agnus Dei d'argent amb banderola blanca. Al timbre, corona reial oberta. | » |

## Història
L'escut es rehabilità per Resolució de 31 de juliol de 2002, del conseller de Justícia i Administracions Públiques, publicada en el DOGV núm. 4.328, de 4 de setembre de 2002.
L'escut tradicional de Xert representa l'Agnus Dei o anyell pasqual, el senyal de sant Joan Baptista, ja que la vila va dependre dels hospitalers, o orde de Sant Joan de Jerusalem.
A l'Arxiu Històric Nacional es conserven les empremtes de tres segells en tinta de Xert, de 1876. Els segells són de l'Ajuntament, de l'Alcaldia i del jutjat de pau. Al de l'Ajuntament i al del jutjat de pau ja hi apareix el corder.

Segell de l'Ajuntament (AHN, 1876).
Segell de l'Alcaldia (AHN, 1876).
Segell del Jutjat de Pau (AHN, 1876).

Aquestes empremtes van acompanyades de la següent nota, signada per l'alcalde Miguel Beltran, el 1876:
| « | (castellà) El sello n.º 1º perteneciente al Ayuntamiento que representa un cordero, equivale según la voz pública desde inmemorial a la palabra Chet y por esto se llama este pueblo Chert. El sello 2º representa las armas y corona de la nación. El sello 3º El cordero representa lo mismo que el primero y la balanza y espada el símbolo de la Justicia. Se usan unos veinte años, no existen otros más antiguos. | (català) El segell núm. 1, pertanyent a l'Ajuntament, que representa un corder, equival segons la veu pública des immemorial a la paraula Xert i per això es diu aquest poble Xert. El segell 2n representa les armes i corona de la nació. El segell 3r El corder representa el mateix que el primer i la balança i espasa el símbol de la Justícia. S'usen uns vint anys, no n'hi ha d'altres més antics. | » |